# У Ши И
У Ши И (род. 27 апреля 1998, Тайбэй) — тайваньская боксёрша. Бронзовый призёр Олимпийских игр 2024 года, двукратный призёр чемпионатов Азии 2019 и 2022 годов. Призёр Азиатских игр 2022 года.

## Карьера
У Ши И начала заниматься боксом в возрасте тринадцати лет. Выступила в соревнованиях по боксу на Азиатских играх 2018 года в весовой категории до 60 кг среди женщин, уступив в итоге серебряному призеру Судапорн Сисонди. На чемпионате мира по боксу среди женщин AIBA 2018 года выступала в легком весе, уступив Карине Ибрагимовой.
В 2019 году У Ши И завоевала серебряную медаль на чемпионате Азии по боксу. В марте 2020 года прошла квалификацию на летние Олимпийские игры 2020 года.
На Олимпийских играх в Токио, которые проходили летом 2021 года, тайбэйская спортсменка в весовой категории до 60 кг сумела выйти во второй раунд, но там уступила бразильской спортсменке Беатрис Феррейре.
На чемпионате Азии 2022 года в Аммане завоевала бронзовую медаль. Через год на Азиатских играх также сумела стать третьим призёром.
На летних Олимпийских играх 2024 года в Париже, тайваньская спортсменка завоевала бронзовую медаль, в полуфинале уступила дорогу к титулу спортсменке из Китая Ян Вэньлу.